# Asunción Challenger 2008
L'Asunción Challenger 2008, noto anche come Copa Petrobras Paraguay per motivi di sponsorizzazione, è stato un torneo di tennis facente parte della categoria ATP Challenger Series nell'ambito dell'ATP Challenger Series 2008. Il torneo si è giocato a Asunción in Paraguay dal 6 al 12 ottobre 2008 su campi in terra rossa e aveva un montepremi di $75 000+H.

## Vincitori

### Singolare
Martín Vassallo Argüello ha battuto in finale  Leonardo Mayer con il punteggio di 3–6, 6–3, 7–6(2)

### Doppio
Alejandro Fabbri /  Leonardo Mayer hanno battuto in finale  Martín García /  Mariano Hood con il punteggio di 7–5, 6–4